# 마그마 (컴퓨터 대수학 시스템)
마그마(Magma)는 추상대수학, 정수론, 대수기하학, 조합론의 문제들을 해결하기 위해 설계된 컴퓨터 대수학 시스템이다. 이 소프트웨어의 이름은 대수 구조 마그마가 기원이다. 유닉스 계열 운영 체제와 마이크로소프트 윈도우에서 동작한다.

## 시스템에서 처리 가능한 수학 분야
- 군론
- 정수론
- 대수적 수론
- 가군과 선형대수학
- 희소행렬
- 가환대수학
- 표현론 (수학)
- 대수기하학
- 결합 구조
- 암호학
- 부호 이론
- 수학적 최적화